# جوزيف كلاي جونيور
جوزيف كلاي جونيور (بالإنجليزية: Joseph Clay, Jr.)‏ هو قاضي ومحامي أمريكي، ولد في 16 أغسطس 1764، وتوفي في 11 يناير 1811.